# Judo-Juniorenweltmeisterschaften 2018
Die Judo-Juniorenweltmeisterschaften 2018 wurden vom 17. bis 21. Oktober 2018 in Nassau, Bahamas abgehalten. Es nahmen 425 Judoka aus 66 Nationen teil. Am 21. Oktober wurde ein gemischter Mannschaftswettkampf abgehalten.

## Ergebnisse

### Frauen
| Gewichtsklasse     | Gold             | Silber               | Bronze            |
| ------------------ | ---------------- | -------------------- | ----------------- |
| - 44 kg            | Chihiro Todokoro | Oumaima Bedioui      | Lois Petit        |
| - 44 kg            | Chihiro Todokoro | Oumaima Bedioui      | Amanda Arraes     |
| - 48 kg            | Daria Bilodid    | Sana Yoshida         | Laura Martínez    |
| - 48 kg            | Daria Bilodid    | Sana Yoshida         | Andrea Stojadinov |
| - 52 kg            | Ryoko Takeda     | Gefen Primo          | Aleksandra Kaleta |
| - 52 kg            | Ryoko Takeda     | Gefen Primo          | Cleonia Riciu     |
| - 57 kg            | Haruka Funakubo  | Sarah Léonie Cysique | Kaja Kajzer       |
| - 57 kg            | Haruka Funakubo  | Sarah Léonie Cysique | Kana Tomizawa     |
| - 63 kg            | Sanne Vermeer    | Laerke Marie Olsen   | Anja Obradović    |
| - 63 kg            | Sanne Vermeer    | Laerke Marie Olsen   | Asumi Ura         |
| - 70 kg            | Alice Bellandi   | Ryo Shimmori         | Margit De Voogd   |
| - 70 kg            | Alice Bellandi   | Ryo Shimmori         | Candice Lebreton  |
| - 78 kg            | Rinoko Wada      | Karla Prodan         | Patricia Sampaio  |
| - 78 kg            | Rinoko Wada      | Karla Prodan         | Shelley Ludford   |
| + 78 kg            | Hikaru Kodama    | Beatriz Souza        | Renee Lucht       |
| + 78 kg            | Hikaru Kodama    | Beatriz Souza        | Laura Fuseau      |
| Quelle: Judoinside |                  |                      |                   |

### Männer
| Gewichtsklasse     | Gold              | Silber            | Bronze                    |
| ------------------ | ----------------- | ----------------- | ------------------------- |
| - 55 kg            | Rövşən Əliyev     | Balabəy Ağayev    | Imam Ibragimow            |
| - 55 kg            | Rövşən Əliyev     | Balabəy Ağayev    | Hayate Handa              |
| - 60 kg            | Genki Koga        | Seishiro Konishi  | Renan Torres              |
| - 60 kg            | Genki Koga        | Seishiro Konishi  | Dschaba Papinaschwili     |
| - 66 kg            | Manuel Lombardo   | Michael Marcelino | Murad Tschopanow          |
| - 66 kg            | Manuel Lombardo   | Michael Marcelino | Yuji Aida                 |
| - 73 kg            | Bilal Çiloğlu     | Ryo Tsukamoto     | Schanbolat Baghytbergenow |
| - 73 kg            | Bilal Çiloğlu     | Ryo Tsukamoto     | Georgios Markarian        |
| - 81 kg            | Christian Parlati | Hiromasa Kasahara | Luka Maisuradse           |
| - 81 kg            | Christian Parlati | Hiromasa Kasahara | Alexandre Arencibia       |
| - 90 kg            | Lascha Bekauri    | Sanshiro Murao    | Kosuke Mashiyama          |
| - 90 kg            | Lascha Bekauri    | Sanshiro Murao    | Mert Şişmanlar            |
| - 100 kg           | Kiyotaka Sekine   | Simeon Catharina  | Iwo Baraniewski           |
| - 100 kg           | Kiyotaka Sekine   | Simeon Catharina  | Onisse Saneblidse         |
| + 100 kg           | Gela Saalischwili | Stephan Hegyi     | Erik Abramov              |
| + 100 kg           | Gela Saalischwili | Stephan Hegyi     | Dzhamal Gamzatkhanov      |
| Quelle: Judoinside |                   |                   |                           |

### Mannschaftswettkampf (Mixed)
| Platz | Mannschaft  |
| ----- | ----------- |
| 1.    | Japan       |
| 2.    | Brasilien   |
| 3.    | Kasachstan  |
| 3.    | Russland    |
| 5.    | Frankreich  |
| 5.    | Georgien    |
| 7.    | Deutschland |